# Покон вирный
Покон вирный — закон, включенный в Краткую (статья 42) и Пространную редакции (статья 9) Русской Правды, по которому население обязано содержать вирника, приехавшего собирать виру (своеобразный налог, но не дань) на определённой территории. Каждый вирник получал большие порции мяса, птицы, солода, сыра, рыбы или мог взять определённую сумму деньгами. В то же время подчёркивалось, что хлеб, муку, пшено можно брать только на еду и корм коню, а не на продажу. Это прямое указание на то, что вирник не получает княжеского жалования. Покон вирный — своеобразный рудимент полюдья, только в более локальном масштабе, что впоследствии выльется в систему кормлений.

А се покон вирныи: вирнику взяти 7 ведор солоду на неделю, тъже овен любо полот, или две ногате; а в среду резану въже сыры, в пятницу тако же; а хлеба по кольку могут ясти; а кур по двое на день; коне 4 поставити и сути им на рот, колько могут зобати; а вирнику 60 гривен и 10 резан и 12 веверици; а переде гривна; или ся пригоди в говение рыбами, то взяти за рыбы 7 резан; тъ всех кун 15 кун на неделю; а борошна колько могут изъясти; до недели же виру сберуть вирници. То ти урок Ярославль.
— ст. 42 Краткой Правды
Закон издан предположительно в 1024—1026 годах (впрочем, И. А. Стратонов относил его к 1036 году, а М. Н. Тихомиров — к началу XII века)